# Sol-Iletsky (huyện)
Huyện Sol-Iletsky (tiếng Nga: ? райо́н) là một huyện hành chính tự quản (raion), của Tỉnh Orenburg, Nga. Huyện có diện tích 4818 kilômét vuông, dân số thời điểm ngày 1 tháng 1 năm 2000 là 52000 người. Trung tâm của huyện đóng ở Sol'-Iletsk.